# João Rodrigues Pereira de Almeida

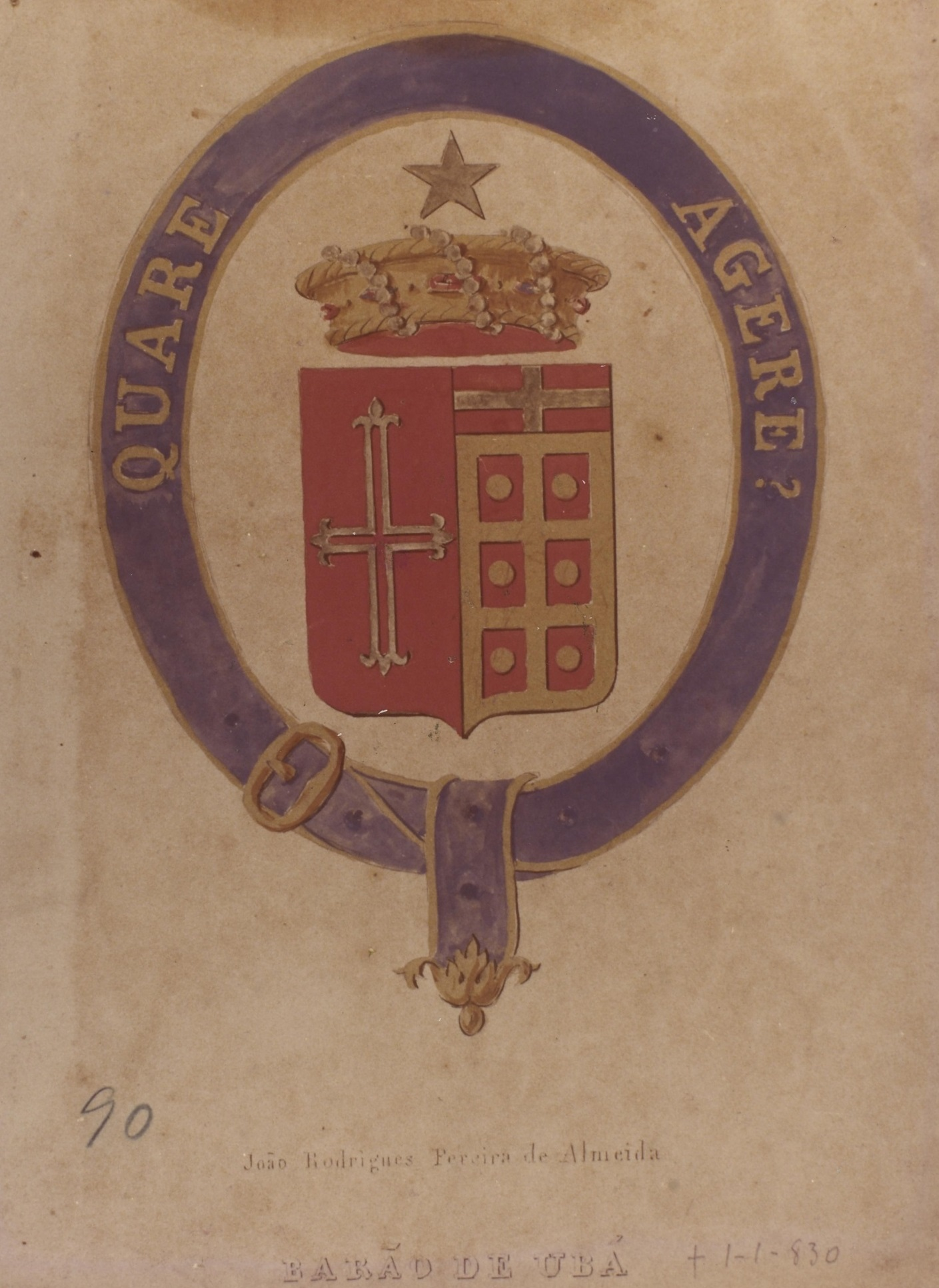
Brasão do Barão de Ubá. Arquivo Nacional

João Rodrigues Pereira de Almeida (Lisboa, 3 de fevereiro de 1774 – Rio de Janeiro, 31 de dezembro de 1829), primeiro e único barão de Ubá, foi um contratador, negociante, traficante de escravos, senhor de engenho, banqueiro e articulador político luso-brasileiro no Rio de Janeiro durante o período joanino e o primeiro reinado. 
Era filho de José Pereira de Almeida, um dos maiores negociantes de grosso de Lisboa nas últimas décadas do século XVIII, e foi enviado ao Rio de Janeiro ainda jovem para trabalhar na casa comercial Avelar & Santos de seu tio materno Antonio Ribeiro de Avelar. Após a morte do tio em 1794 assumiu muitos de seus negócios no comércio de charque e couro gaúchos e nos contratos de dízimos reais. Conforme o negócio foi crescendo passou a operar também no tráfico de escravos africanos. Representava no Rio de Janeiro a firma portuguesa Joaquim Pereira de Almeida & Companhia, de propriedade de seus irmãos mais velhos, e participava através dela nas trocas comerciais entre Portugal, Brasil, África e Índia.
Solicitou em 1802 uma sesmaria às margens do rio Paraíba do Sul, posteriormente anexada à fazenda Ubá comprada de seu tio José Rodrigues da Cruz em 1 de março de 1806. Ubá funcionou por muitos anos como um engenho de açúcar mas foi convertida mais tarde em uma das primeiras fazendas de café do vale do Paraíba. O título do baronato faz referência ao local, hoje parcialmente ocupado pela sede do distrito de Andrade Pinto no município de Vassouras-RJ. A fazenda Ubá foi visitada e descrita pelo botânico francês Auguste de Saint-Hilaire, amigo pessoal de João Rodrigues, que passou uma temporada ali em sua primeira viagem ao interior fluminense.
Foi o construtor e primeiro proprietário do imóvel no Campo de Santana vendido à Coroa em 16 de setembro de 1818 para instalação do Museu Real, antecessor do Museu Nacional. O prédio é atualmente ocupado pelo Museu Casa da Moeda do Brasil.
João Rodrigues adquiriu grande influência política na corte joanina e serviu como deputado da Real Junta do Comércio, Agricultura, Fábricas e Navegação desde a criação do órgão em 1808 até o início do primeiro reinado. Foi acionista e diretor do Banco do Brasil desde sua fundação tendo sido enviado pelo ministro dos negócios estrangeiros Silvestre Pinheiro Ferreira para negociar com as Cortes de Lisboa um empréstimo de vinte milhões de cruzados para garantir a solvência da instituição. Foi nomeado membro da Junta Governativa do Reino do Brasil em 23 de fevereiro e Conselheiro Real em 26 de março de 1821.
Foi sargento-mor de milícias, recebeu a mercê do hábito da Ordem de Cristo no grau de comendador em 1802 e o título de Barão de Ubá por decreto de 12 de outubro de 1828. Sua casa comercial, com escritório na rua Direita do Rio de Janeiro, foi uma das maiores do país em sua época chegando a operar dezesseis navios e foi onde começaram a vida profissional, como caixeiros, duas importantes figuras dos negócios e da política do segundo reinado: Antonio Clemente Pinto, barão de Nova Friburgo, e Irineu Evangelista de Souza, o Visconde de Mauá.
O Barão de Ubá nunca se casou mas teve dois filhos naturais: José Pereira de Almeida (Rio de Janeiro, 1824 - Paraíba do Sul, 1874) com a mulher solteira Maria Luísa de Paiva, reconhecido como herdeiro por escritura pública em 16 de outubro de 1828, e Joana Pereira de Almeida (Lisboa, 1822 - Lisboa, 1891), Condessa de Daupiás, com a atriz francesa Carolina Veluti. Faleceu em sua chácara no Engenho Velho no Rio de Janeiro em 31 de dezembro de 1829 e foi sepultado na Igreja de São Francisco de Paula.